# Ralf Wintergerst

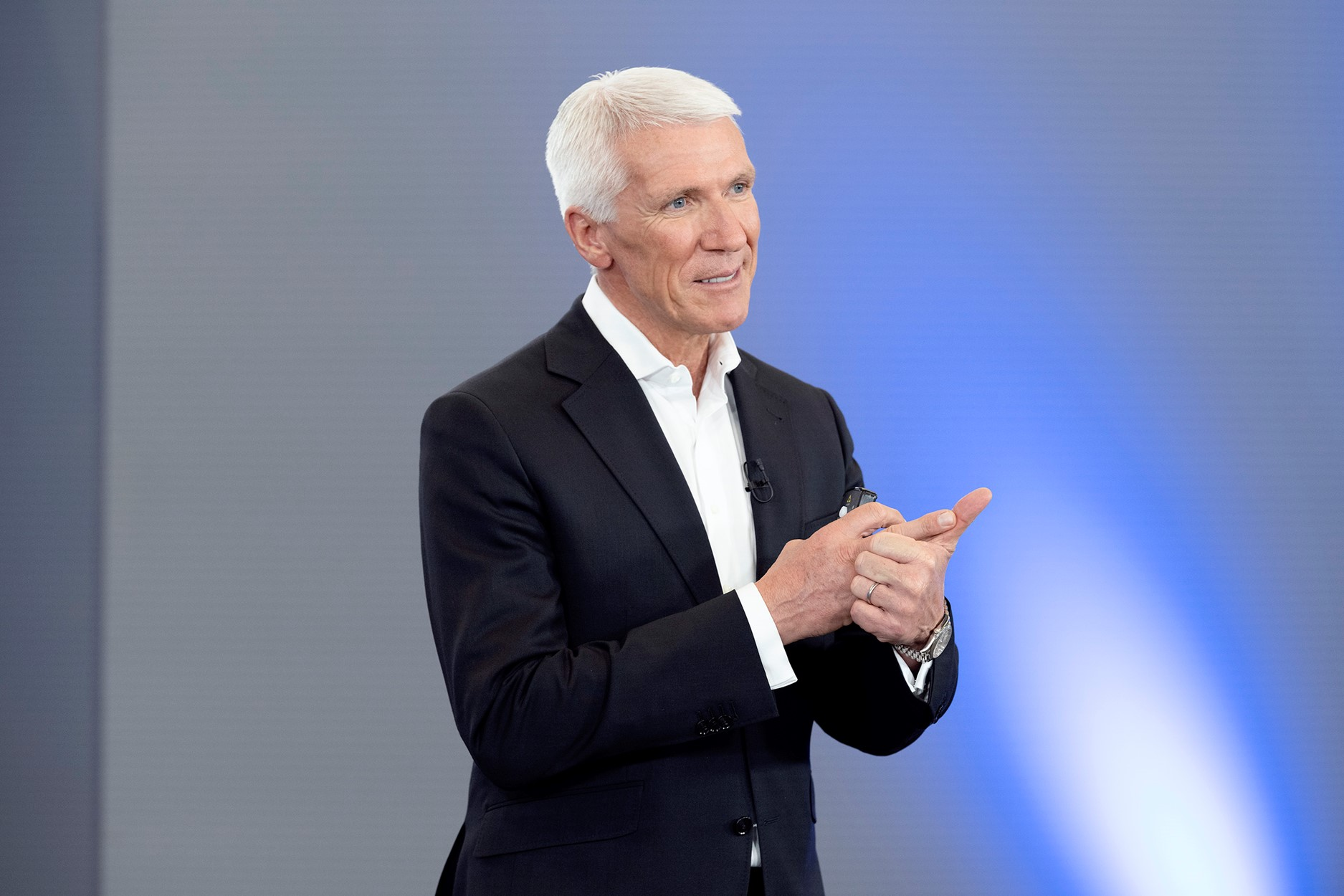
Ralf Wintergerst im Jahr 2022

Ralf Wintergerst (* 1962 in Neukirchen-Vluyn) ist seit 2016 Vorsitzender der Geschäftsführung von Giesecke+Devrient (G+D) und seit Juni 2023 Präsident des Branchenverbandes Bitkom. Er war mehrfacher Deutscher Meister und international erfolgreicher Karateka, so errang er beispielsweise bei der Karate-Europameisterschaft 1990 die Bronzemedaille in der Kategorie Kumite IPPON.

## Leben
Wintergerst studierte Betriebswirtschaftslehre und hat einen Masterabschluss im Fachgebiet Management.
Neben dem Beruf besuchte er später den Masterstudiengang Politik Philosophie Wirtschaft an der Ludwig-Maximilians-Universität München (LMU), der sich an Führungskräfte richtet. Dabei nahm er unter anderem an Lehrveranstaltungen von Wilhelm Vossenkuhl teil. Nach dem Masterabschluss promovierte er an der Fakultät für Philosophie, Wissenschaftstheorie und Religionswissenschaft, bei Stephan Sellmaier zum Thema Corporate Governance und Unternehmensführung. Er schloss 2021 mit der Dissertation „Ethik der Corporate Governance. Grundlagen einer guten und erfolgreichen Unternehmensführung“ ab. Er beschreibt darin die theoretischen Grundlagen der Corporate Governance, schlägt Erweiterungen für den Deutschen Corporate Governance Kodex vor und fragt schließlich, wie die Wirksamkeit von Corporate Governance-Systemen dauerhaft erhöht werden kann, damit eine wiederkehrende Verbindung von Wirtschaft und Ökonomie, Politik und Gesellschaft (Corporate Social Responsibility) gelingen kann. Wintergerst verweist darauf, dass „gute Unternehmensführung sich nicht alleine durch Gesetze und Regelungen erzwingen lässt und daher die Corporate Governance andere und neue Ansatzpunkte zur Verbesserung als eine immer weitere und verfeinerte Ausdifferenzierung von Kontrollen und Strafen benötigt“.

## Erfolge im Sport
Im Karate-Leistungssport errang Wintergerst von 1987 bis 1990 mehrere große Erfolge (Auswahl):
- 1987, 1988, 1990 1. Platz bei den Deutsche Meisterschaften, in der Kategorie Kumite (Männer bis 80 kg)[5]
- 1989 1. Platz bei den Deutsche Meisterschaften, in der Kategorie Allkategorie[5]
- 1989 World Games (Karlsruhe, Organisation: IWGA), 3. Platz, in der Kategorie Kumite (Männer bis 80 kg)[6]
- 1990 Europameisterschaft, 3. Platz, in der Kategorie Kumite IPPON[6]

## Beruflicher Werdegang
Seine Laufbahn bei Giesecke+Devrient, einem Unternehmen für Banknotendruck und Sicherheits-Dienstleistungen, begann 1998. Ab 2006 leitete er die Division Banknote Processing (BNPO) für die Herstellung von Systemen und Lösungen zur Banknotenbearbeitung. 2013 wurde er Mitglied der Geschäftsführung und war für den Geschäftsbereich Banknote (heute Currency Technology) verantwortlich. 2016 wurde er als Nachfolger von Walter Schlebusch zum Vorsitzenden der Geschäftsführung und zum Group CEO der Giesecke+Devrient Unternehmensgruppe ernannt. Außerdem ist er Aufsichtsratsvorsitzender der secunet Security Networks AG (Essen) und Verwaltungsratspräsident der netcetera AG (Zürich). Bei diesen beiden Unternehmen ist G+D Hauptaktionär.

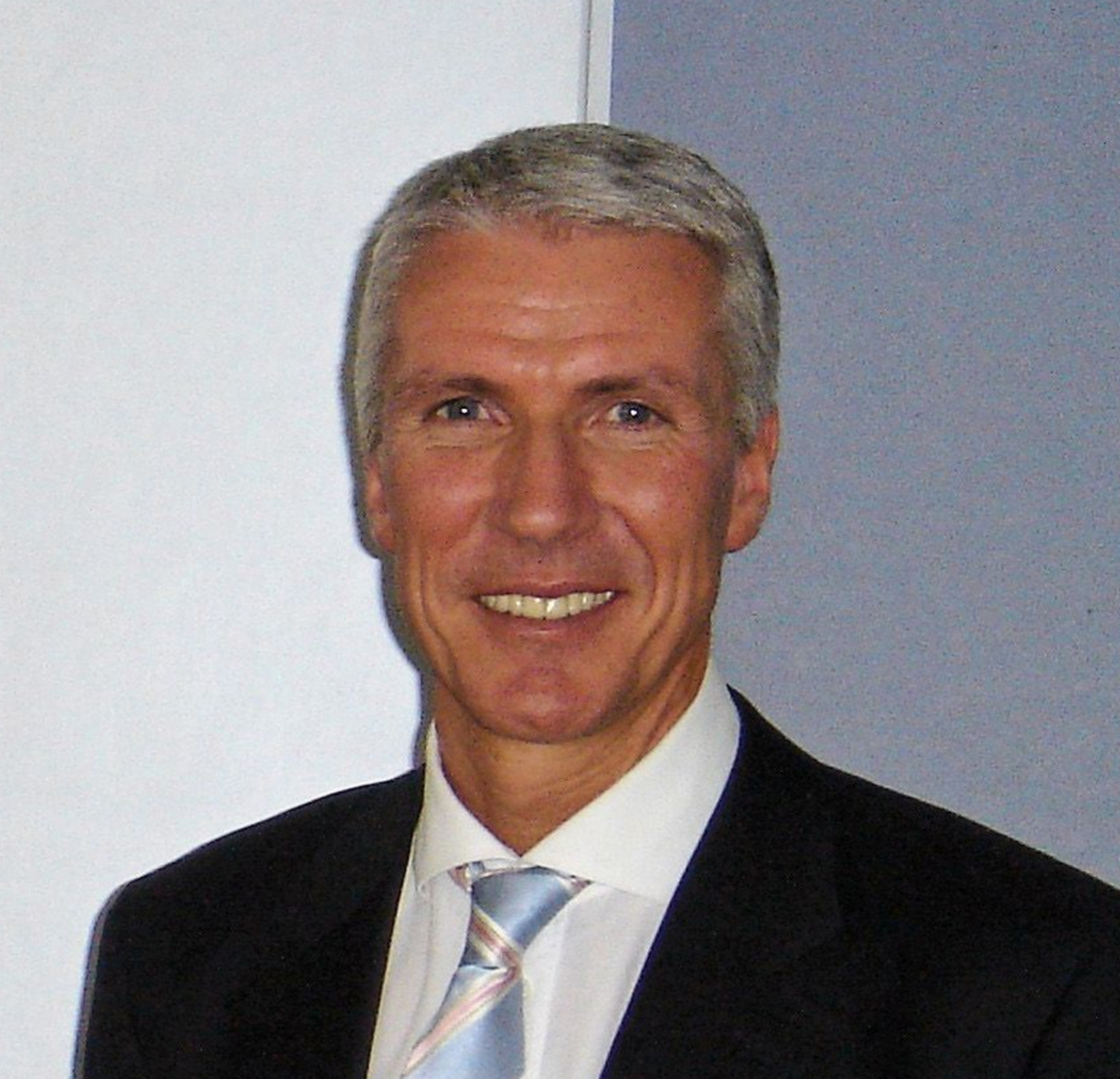
Ralf Wintergerst im Jahr 2006

In seiner Amtszeit als Geschäftsführer richtete er G+D erfolgreich auf neue digitale Märkte aus und bemüht sich um eine offenere Unternehmenskommunikation nach außen. Aber auch kritisierte Geschäftsvorgänge fanden unter seiner Leitung statt, so die Weiterlieferung von Materialien für Geldscheine an Myanmar nach dem Militärputsch und Schüssen auf Demonstranten. Die Lieferungen wurden zwei Monate später nach öffentlichem Druck gestoppt. Auch der umstrittene Druck von Geldscheinen mit Propaganda-Abbildungen für Aserbaidschan 2021 fällt in seine Amtszeit.
Im Bitkom ist Wintergerst seit 2019 aktiv und als Vertreter von G+D im Präsidium. Im Juni 2023 wurde er zum Präsidenten des Verbandes gewählt. Als wichtigste Themen nannte er anlässlich seiner Ernennung „die Digitalisierung von Staat und Verwaltung, die Wettbewerbsfähigkeit und digitale Souveränität von Deutschland und Europa sowie Sicherheit im Cyberraum“. Im Rahmen eines Interviews mit den VDI nachrichten setzt er sich auch für starke Verschlüsselungsverfahren ohne Backdoor ein und stellt fest: „Wer Verschlüsselungen aufweicht, schwächt die IT-Sicherheit insgesamt.“
Außerdem ist er Vorsitzender des Beirats der Allianz für Cyber-Sicherheit (ACS). Die ACS ist eine Initiative des Bundesamt für Sicherheit in der Informationstechnik (BSI) und des Bitkom, die 2012 gegründet wurde und an der mehrere tausend Firmen beteiligt sind. Dem Beirat gehören acht Verbände, darunter die Bitkom, sowie das BSI und das BMI an.

## Publikationen (Auswahl)
- Ralf Wintergerst: Ethik der Corporate Governance : Grundlagen einer guten und erfolgreichen Unternehmensführung (Dissertation). 2021, ISBN 978-3-451-39360-0, doi:10.5282/edoc.29209.
- Ralf Wintergerst: Die digitale Gesellschaft braucht den europäischen Geist. In: Sven Afhüppe, Thomas Sigmund (Hrsg.): Europa kann es besser : wie unser Kontinent zu neuer Stärke findet - ein Weckruf der Wirtschaft. 2019, ISBN 978-3-451-39360-0, S. 81–86.